# Palaquium montanum
Palaquium montanum là một loài thực vật có hoa trong họ Hồng xiêm. Loài này được Elmer mô tả khoa học đầu tiên năm 1919.